# عبد الله مبارك
عبد الله مبارك هو مدرب كرة قدم ولاعب كرة قدم قطري، ولد في 5 أغسطس 1962 في قطر. لعب مع النادي الأهلي.